# Phát triển theo định hướng giao thông công cộng

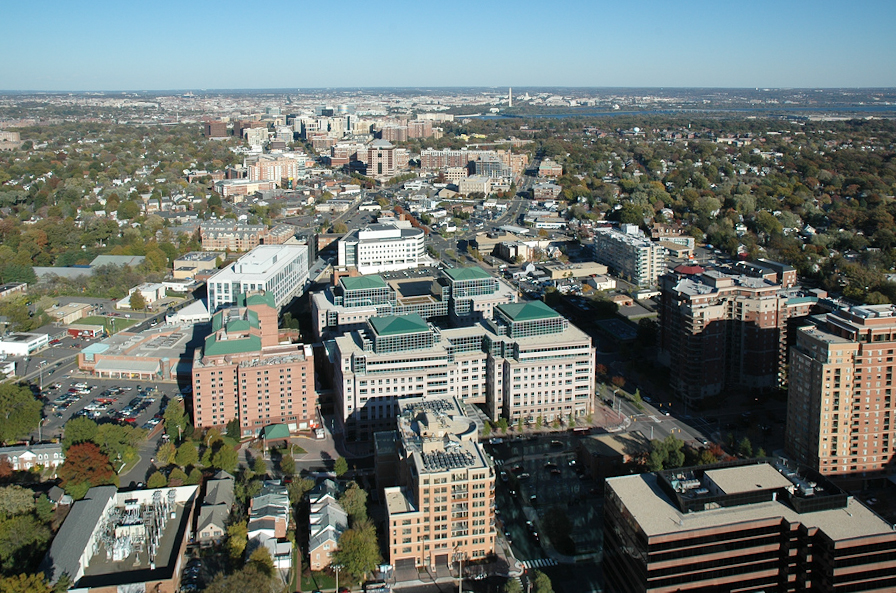
Chính quyền địa phương tại Quận Arlington, Virginia khuyến khích phát triển theo định hướng giao thông công cộng trong phạm vi 1/4 to 1/2 mi tính từ các nhà ga metro của mạng lưới Washington Metro, với các khu phức hợp, hệ thống chia sẻ xe đạp và khả năng đi bộ.

Trong quy hoạch đô thị, phát triển theo định hướng giao thông công cộng (tiếng Anh: transit-oriented development, viết tắt là TOD) là một loại hình phát triển đô thị tối đa hóa không gian dân cư, kinh doanh và giải trí trong phạm vi khoảng cách đi bộ của hệ thống giao thông công cộng. Mô hình này thúc đẩy mối quan hệ cộng sinh giữa hình thái đô thị mật độ cao, nhỏ gọn và việc sử dụng giao thông công cộng. Nhờ đó, TOD đặt mục tiêu tăng lượng hành khách sử dụng giao thông công cộng bằng cách giảm thiểu việc sử dụng xe cá nhân và khuyến khích phát triển đô thị bền vững.
TOD thường bao gồm một điểm dừng giao thông công cộng trung tâm (ví dụ như ga đường sắt hay điểm dừng đường sắt nhẹ, xe buýt) bao quanh bởi một vùng phức hợp mật độ cao, với các khu vực mật độ thấp hơn tỏa ra từ khu trung tâm này, đóng vai trò như một phần của một mạng lưới giao thông tích hợp. TOD cũng thường được thiết kế với khả năng đi bộ lớn hơn so với các đô thị khác, bằng cách áp dụng kích thước ô phố nhỏ hơn và giảm diện tích đất đai dành cho ô tô. Các khu vực tập trung quanh một trạm giao thông công cộng và xây dựng những khu phát triển TOD tập trung dân cư ở xung quanh đó được gọi là làng giao thông công cộng.
Những khu vực dày đặc nhất của TOD thường nằm trong phạm vi bán kính từ 1⁄4 đến 1⁄2 dặm (400 đến 800 m) xung quanh điểm dừng giao thông công cộng trung tâm, do đây được coi là khoảng cách phù hợp cho người đi bộ, giải quyết được bài toán chặng cuối.

## Mô tả

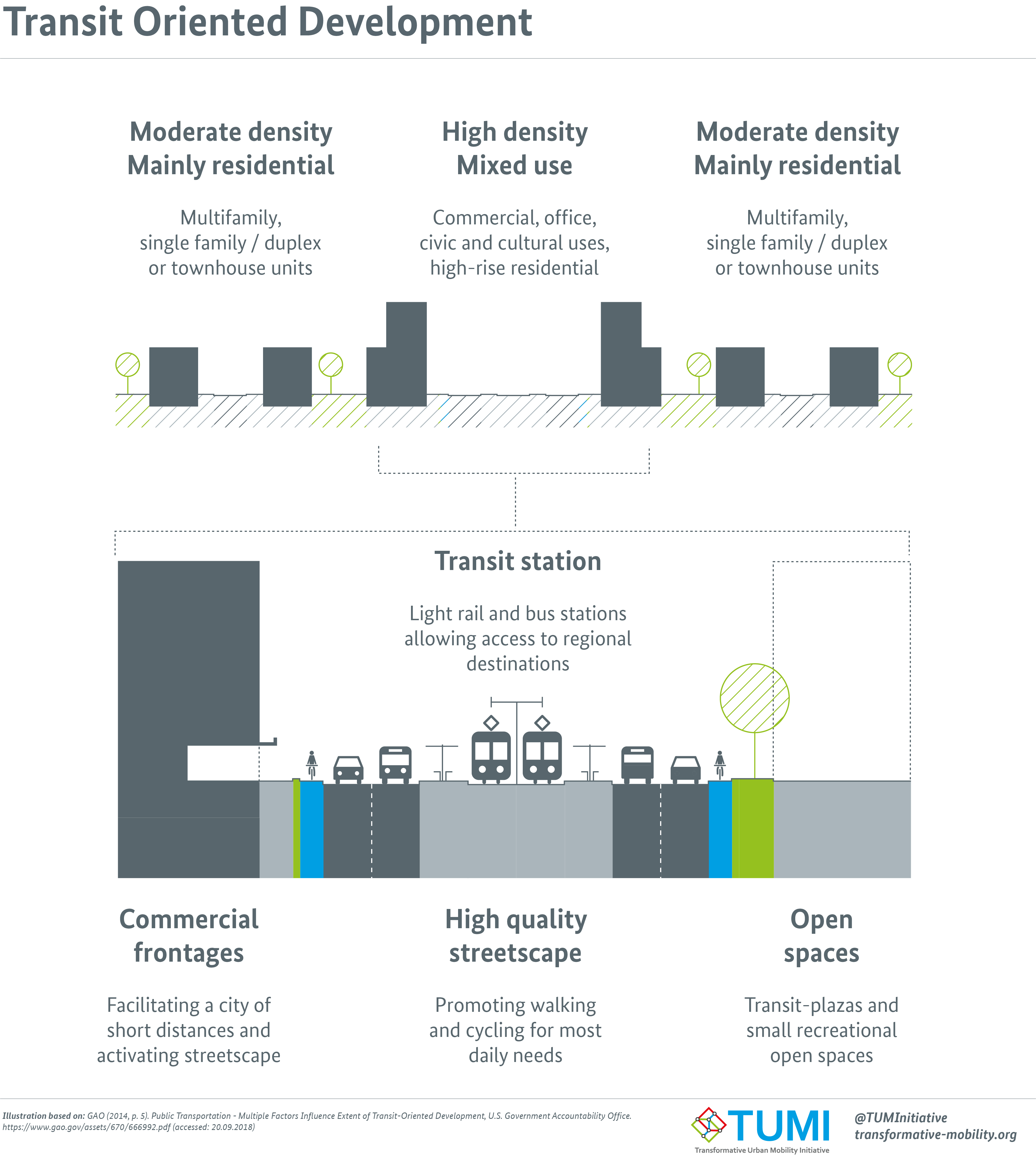
Phát triển theo định hướng giao thông công cộng

Nhiều thị trấn mới được thành lập sau Chiến tranh thế giới thứ hai tại Nhật Bản, Thụy Điển và Pháp mang nhiều đặc điểm của các cộng đồng TOD. Theo một khía cạnh nào đó, gần như mọi khu dân cư được xây dựng trên đất lấn biển tại Hà Lan hay những khu phát triển ở rìa các thành phố tại Đan Mạch đều tích hợp những nguyên tắc TOD phù hợp với địa phương trong quy hoạch của mình, trong đó có chính sách khuyến khích sử dụng xe đạp để di chuyển cục bộ.
Tại Hoa Kỳ, một hình tròn bán kính nửa dặm (800 m) đã trở thành tiêu chuẩn de facto cho việc xác định những khu vực được phục vụ bởi hệ thống giao thông đường sắt công cộng ở các khu TOD. Đây là khoảng cách mà một người có thể đi bộ trong 10 phút ở vận tốc 3 mph (4,8 km/h) và là con số thường được dùng để ước tính quãng đường hành khách phải di chuyển để tới một nhà ga đường sắt. Vòng tròn nửa dặm này sẽ có diện tích khoảng hơn 500 mẫu Anh (2,0 km2).
TOD đôi lúc được các nhà quy hoạch phân biệt với "phát triển gần giao thông công cộng" (transit-proximate development) bởi nó mang những đặc điểm cụ thể được thiết kế để khuyển khích sử dụng giao thông công cộng và tách biệt khỏi hiện tượng dàn trải đô thị. Một vài ví dụ về những đặc điểm này bao gồm các khu phát triển phức hợp sử dụng giao thông công cộng mọi lúc trong ngày, các hạ tầng dành cho người đi bộ như lối qua đường chất lượng cao, các con phố nhỏ hẹp, và sự giảm dần mật độ xây dựng các tòa nhà khi đi xa khỏi trung tâm giao thông công cộng. Một đặc điểm chủ đạo khác của TOD khiến nó khác biệt với "phát triển gần giao thông công cộng" là giảm thiểu số lượng các điểm đậu xe dành cho phương tiện cá nhân.
Phát triển theo định hướng giao thông công cộng có thể đem lại nhiều lợi ích, trong đó bao gồm:
- Khả năng tiếp cận tốt tới hệ thống giao thông công cộng, cho phép mọi người dễ dàng đi lại mà không cần ô tô.
- Khu vực đô thị được phát triển dày đặc, do các khu TOD được thiết kế cho việc sử dụng phương tiện công cộng thay cho xe cá nhân, cho phép cư dân tiếp cận các cửa hàng và cơ sở kinh doanh nhỏ lẻ.
- Cải thiện khả năng tiếp cận việc làm và các dịch vụ của thành phố.
- Tăng số lượng cư dân gần các trạm dừng giao thông công cộng, từ đó cũng làm tăng lượng hành khách sử dụng những dịch vụ này.[8]

Những người phản đối phát triển đô thị nén hoặc TOD cho rằng người Mỹ cũng như nhiều người khác trên khắp thế giới đều thích sống tại những khu nhà ở mật độ thấp, và bất kỳ chính sách nào được đưa ra nhằm khuyến khích phát triển đô thị nén sẽ dẫn tới sự sụt giảm đáng kể độ thỏa dụng của cư dân và làm tăng chi phí phúc lợi xã hội. Ngược lại, những người ủng hộ phát triển đô thị nén cho rằng nó sẽ đem lại những lợi ích to lớn, không thể đo đếm được, và việc người Mỹ thích những khu nhà ở mật độ thấp chỉ là cách hiểu sai lệch, một phần gây ra bởi sự can thiệp đáng kể của chính quyền địa phương vào thị trường nhà đất.